# Досие
Досието (на френски: dossier) е набор от документи и материали, свързани с някое конкретно дело (например полицейско), въпрос или лице, като означава и папката с относимите към това материали (на книжен или електронен носител). Съществуват различни видове досиета – съдебни, разузнавателни, полицейски (криминални и/или политически), фирмени (търговски), потребителски и т.н. в зависимост от предназначението си. Досието служи като набор информация на определено тематично ниво – например в разузнаването и контраразузнаването за анализ.
Практиката по създаване на полицейски досиета е въведена от началника на френската тайна полиция Жозеф Фуше.

## В България
В България след Десетоноемврийския пленум на ЦК на БКП през 1989 г. въпросът с достъпа до архива и в частност до досиетата на бившата Държавна сигурност е един от най-спорните. Няколкократно през годините има опити за създаване на законова база и нарочни комисии за осигуряване на достъп до досиетата, но едва по време на управлението на Правителството на тройната коалиция е създадена Комисия за разкриване документите и за обявяване принадлежност на български граждани към Държавна сигурност и разузнавателните служби на Българската народна армия, която продължава да работи и към 2015 г.
През ноември 2014 г. журналистът Христо Христов обявява старта на онлайн регистър на сътрудниците на Държавна сигурност и разузнавателните служби на БНА, в който са събрани данните от създадените от Народното събрание Комисии по досиетата „Бонев“ (1997), „Андреев“ (2001 – 2002) и „Костадинов“ (2007 – ).